# Porto (Espanha)
Porto é um município da Espanha na província de Zamora, comunidade autónoma de Castela e Leão, de área 201,43 km² com população de 257 habitantes (2007) e densidade populacional de 1,48 hab/km².

## Demografia
| Variação demográfica do município entre 1991 e 2004 | Variação demográfica do município entre 1991 e 2004 | Variação demográfica do município entre 1991 e 2004 | Variação demográfica do município entre 1991 e 2004 |
| --------------------------------------------------- | --------------------------------------------------- | --------------------------------------------------- | --------------------------------------------------- |
| 1991                                                | 1996                                                | 2001                                                | 2004                                                |
| 437                                                 | 363                                                 | 302                                                 | 299                                                 |

## Abandono da região de Castela e Leão e passar a ser parte da Galiza
Em 2018, a aldeia quer abandonar a região de Castela e Leão e passar a ser parte da Galiza. A vontade foi manifestada num referendo local e surge como protesto pela não reparação da estrada ZA-102, obra prometida em 2011.
Depois de sete anos à espera, a paciência dos pouco mais de 200 portuenses zamoranos esgotou-se. Em causa está o sucessivo adiamento de um investimento de 11 milhões de euros na requalificação da ZA-102, a estrada que dá acesso à aldeia da Alta Sanábria, nas montanhas entre as regiões de Galiza e Castela e Leão, a cerca de 25 quilómetros da fronteira com Portugal e Trás-os-Montes.
A gota de água foi a instalação de um carregador de carros elétricos na praça central de Porto, ato entendido como uma provocação..
Foi realizado um referendo local, levado a cabo na rua, em que 80% dos votantes se mostraram favoráveis em sair de Castela e Leão. Os ativistas salientam que não querem a independência e que estariam dispostos a unirem-se à região da Galiza que fica a apenas dois quilómetros de distância.
A grande maioria - 207 dos 232 votantes - disse que está disposta a sair de Castela e Leão e também do Parque Natural de Sanábria pois entendem que a região não lhes dá o que precisam.